# Euriphene severini
Euriphene severini är en fjärilsart som beskrevs av Aurivillius 1898. Euriphene severini ingår i släktet Euriphene och familjen praktfjärilar. Inga underarter finns listade i Catalogue of Life.